# Novija Gána Sepata

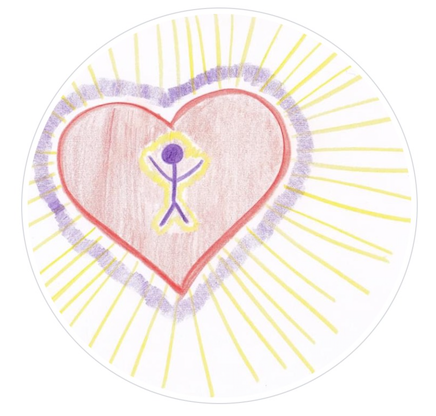
Kresba údajného loga hnutí

Novija Gána Sepata (také Slovanský národ Gána Sepata – Čahínas) je původem české nové náboženské hnutí vzniklé roku 2022. Vychází ze spirituality New Age, ufologických představ a slovanského etosu. Jeho vůdcem a zakladatelem je Auroran Dift Lavus, vlastním jménem Milan Berger. Hnutí se dostalo do mediálního povědomí skrze případ řidičky, která měla „vesmírnou“ SPZ a plastovou napodobeninu občanského průkazu. Hnutí bylo již několikrát vyšetřováno policií, kdy ex-členové zveřejnili svá svědectví v médiích. Hnutí má podle některých exčlenů násilný potenciál.

## Historie
Milan Berger se narodil v Kladně. Vyučil se instalatérem. U Kolína provozoval privátní klub s erotickými masážemi. V roce 2016 došlo v tomto podniku k brutální vraždě jeho manželky a zároveň pracovnice salónu. Berger následně začal vystupovat jako zpěvák reggae a vydal několik písní. Má exekuce ve výši 9 milionů Kč. V roce 2022 začal vystupovat v živých streamech Andreji S. Křešové na kanálu Zprávy z Galaxie – Oraa Nataru Shari. Šlo o alternativní ufologickou skupinu, díky které Berger získal nové následovníky. Začal vystupovat jako Auroran Dift Lavus, mimozemská bytost z rodu Persuánes, která přišla lidstvo varovat před blížícím se koncem světa. Tento konec světa údajně hrozil v létě 2022, kdy se skupina pod vedením Bergera vypravila do Bosny a vykonala pod tzv. Pyramidou Lásky zvláštní obřad. Tím bylo dle slov účastníků zabráněno Konci světa.

## Charakteristika
Vůdce hnutí Milan Berger údajně tvrdí, že je na rostlinné stravě od roku 2015, k tomu zde ovšem chybí jakýkoliv zdroj. Členům hnutí je doporučován 21denní půst bez jídla a pouze s pitím 1–2 dcl studené nebo studánkové vody. Berger doporučoval taktéž urinoterapii, která měla sloužit jako doplněk tantrických (sexuálních) praktik (pití moči mělo být vzájemné mezi partnery). Berger také provádí tzv. „energetická léčení“, která se stala předmětem mediální kritiky. Soustředění na sexualitu je jedním z charakteristických prvků hnutí včetně neobvyklých nebo všeobecně odmítaných sexuálních praktik. Dle svědectví bývalé partnerky Milana Bergera ji měl například Berger vybízet k incestu, tedy sexuálnímu uspokojování jejího syna. Léčebnou technikou bylo podle svědectví členů sekty sedání na pyj vůdce sekty. „Zeptala jsem se ho, jak (bude léčit..), a on že to odblokuje tak, že do mě strčí svůj penis,“ popsala tyto praktiky účastnice rituálů.
Novija Gána Sepata popírá existenci České republiky podobně jako spolek Legitimních věřitelů České republiky nebo spolek prohlášených živých člověků. Členové hnutí argumentují tím, že Česká republika je korporace vytvořená za účelem oklamání obyvatel Československa. To v představách věřících stále existuje a oni jsou jeho právoplatnými věřiteli.
Členové hnutí věří, že jsou součástí zvláštního národa, který byl stvořen s úkolem chránit planetu Zemi a její biosféru před nájezdy cizích ras. Tento národ se nazývá Slovanský národ a vznikl prý před více než půl milionem let, tedy mnohem dříve než všechny ostatní národy světa. Jeho jméno je odvozeno od zakladatele jménem Persuánes Faho Čahinu Efek a jeho prvním jazykem je čahínština. Sekta tvrdí, že cílem slovanského národa je osvobodit planetu od všeho škodlivého, nastolit mír, lásku a budoucnost pro další generace. Její členové věří, že existuje komplexní plán na rozklad korporátního systému. Jeho součástí je prý i Česká republika, která podle sekty Novija Gána Sepata právně nikdy nevznikla. Sektáři proto neuznávají ani doklady vydané Českou republikou.
Berger také učí nauku o mimozemských rodech, které podle něj zasahují do dějin naší planety. Na počátku Vesmíru prý existovala bytost zvaná Šambali Austi Florin, která stvořila temné a světlé rody mimozemšťanů.

## Právní spory

### Falešné značky a doklady
Událost při silniční kontrole v září 2023 popsala policejní mluvčí Andrea Muzikantová následovně: „Vozidlo řídila žena, kterou policisté vyzvali k předložení dokladů potřebných k řízení a provozu vozidla. Řidička hlídce předložila pouze plastové kartičky zdánlivě připomínající občanský a řidičský průkaz a osvědčení o registraci vozidla blíže neurčené země vydání. Jediným platným dokladem, který měla řidička u sebe, bylo pojištění odpovědnosti z provozu vozidla. Údaje z předložených dokladů neprocházely žádnými evidencemi. Policisté řidičku opakovaně vyzývali k prokázání totožnosti, stále jim však dokola opakovala údaje z registrační značky. Díky datu narození a VINu vozidla policisté nakonec řidičku a majitelku vozidla ztotožnili. Pětatřicetiletá žena nakonec uvedla, že se se svým skutečným jménem a příjmením v současné době již neztotožňuje a nepoužívá ho.“ Policisté pak ženě neplatný řidičský průkaz a napodobeninu SPZ odebrali a zakázali jí další jízdu. Fiktivní občanské průkazy mohou být považovány za pokus o falšování dokladů. Mezi další objevené fiktivní SPZ patří například: ASPRINA L G, ARTIMA K Y, KALIVA Z J, ARITA DIRI I, EŠIKA R W, nebo R D LAVUS.

### Odmítání školní docházky
Okresní soud v Jihlavě 17. ledna 2024 projednával případ sedmačtyřicetileté ženy z Jihlavy, členky náboženské skupiny Novija Gána Sepata, která bránila úřednímu odebrání svých dvou synů a odmítala je kvůli svému světonázoru posílat do školy. Děti pak před úřady žena několik měsíců skrývala na různých místech po republice i v zahraničí.

### Pokus o napadení a nebezpečná jízda
Leden 2025 – Milan Trojan, známý v sektě Novija Gána Sepata pod přezdívkou Auroran, se v lednu 2025 stal aktérem nebezpečného silničního incidentu.[zdroj?] Podle svědků a záběrů z palubní kamery agresivně předjížděl automobil dokumentární skupiny youtubera MikeJePána. Po riskantním manévru jejich vozidlo vybrzdil a následně do něj narazil. Po srážce vystoupil a pokusil se fyzicky napadnout jednoho z členů týmu.[zdroj?]